# Isla Mezhdusharski
La isla Mezhdusharskiy  (en ruso, остров Междушарский; Ostrov Mezhdusharskiy) es una pequeña isla del archipiélago de Nueva Zembla, localizada en el ártico de Rusia, en aguas del mar de Barents.
Administrativamente la isla, como todo el archipiélago, pertenece al óblast de Arcángel, Federación de Rusia.

## Geografía
La isla está muy próxima a la costa occidental de la isla Yuzhny, a apenas 2 km de sus orillas, en una amplia bahía en que está emplazado el mayor asentamiento de Nueva Zembla, Belushya Guba. La bahía es una zona de muchos bajíos, con muchas pequeñas islas e islotes, como Sobachly, Kruglvy o Tertyre. La isla Mezhdusharskiy tiene 742 km².
La vegetación de la isla es en gran parte de tipo tundra.

## Historia
Los nenets fueron el pueblo que originalmente pobló el archipiélago de Nueva Zembla. Las islas son conocidas por los rusos desde los siglos XI y XII, cuando sus comerciantes visitaban la región de Novgorod. La búsqueda por los europeos de una ruta comercial hacia el Oriente, la Ruta del Mar del Norte, llevó a iniciar la exploración del archipiélago en 1553, con la fracasada expedición británica de Hugh Willoughby y Richard Chancellor.
Los primeros navegantes occidentales al archipiélago fueron los holandeses, que en las varias expediciones en que participó Willem Barents (1594-97), cartografiaron y pusieron muchos de los nombres de los accidentes geográficos de las islas (cabos, golfos, bahías y penínsulas), aunque en el siglo XIX muchos de ellos fueron cambiados, aún permanecen algunos. 
En 1955, los descendientes de los nenets y los residentes de todas las aldeas y asentamientos de Nueva Zembla, fueron agrupados en el campamento de Lagernojela, en la costa norte de isla Yuzhny. En noviembre de 1957, fueron deportados al continente ya que todo el archipiélago fue designado como área de prueba para los ensayos nucleares (el primero de los cuales tuvo lugar antes de las deportaciones).